# Vườn quốc gia các hồ Coalstoun
Vườn quốc gia các hồ Coalstoun là một vườn quốc gia ở bang Queensland, (Úc), cách thành phố Brisbane 236 km về phía tây bắc.
Vườn quốc gia này có một núi lửa đã ngưng hoạt động, Mount Le Brun, với 2 miệng núi lửa gồm 2 hồ ở miệng núi lửa lúc có nước lúc không. Vườn này là vườn quốc gia nhỏ nhất ở bang Queensland.

#### Dữ kiện
- Diện tích: 0.26 km²
- Tọa độ địa lý: 25°35′52″N 151°54′32″Đ / 25,59778°N 151,90889°Đ
- Ngày thành lập: 1929
- Cơ quan quản lý: Queensland Parks and Wildlife Service
- Loại IUCN: II